# Hevlín
Hevlín (in tedesco Höflein) è un comune della Repubblica Ceca facente parte del distretto di Znojmo, in Moravia Meridionale.